# Humam Tariq
Humam Tariq Faraj Naoush (Arabisch: همام طارق فرج نعوش) (Bagdad, 10 februari 1996) is een Iraaks voetballer. Hij verruilde in augustus 2019 Esteghlal FC (Iran) voor Ismaily SC (Egypte).

## Erelijst

### Club
Al-Quwa Al-Jawiya
- AFC Cup: 2016, 2017
- Iraakse voetbalbeker: 2016
- Landskampioen: 2017

### Internationaal
Irak onder 22
- Aziatisch kampioenschap voetbal onder 22: 2014
- Aziatische Spelen: Bronzen medaille 2014

Irak
- Golf Cup of Nations: Verliezend finalist 2013